# Punta de Mujeres
Punta de Mujeres är en ort i Spanien.   Den ligger i provinsen Provincia de Las Palmas och regionen Kanarieöarna, i den sydvästra delen av landet, 1 500 km sydväst om huvudstaden Madrid. Antalet invånare är 1 107.
Terrängen runt Punta de Mujeres är kuperad åt nordväst, men söderut är den platt. Havet är nära Punta de Mujeres åt sydost.  Närmaste större samhälle är Teguise, 15,0 km sydväst om Punta de Mujeres. 